# Bernard Crick
Sir Bernard Rowland Crick (* 16. Dezember 1929 in London; † 19. Dezember 2008 in Edinburgh) war ein britischer Politikwissenschaftler und Hochschullehrer.

## Leben und Wirken
Nach dem Besuch der Whitgift School studierte Bernard Crick Wirtschaftswissenschaft und Politikwissenschaft am University College London und anschließend an der London School of Economics, wo er 1958 zum PhD. promovierte. Noch vor seiner Promotion arbeitete er als Dozent an der Harvard University (1952 bis 1954), an der McGill University in Kanada (1954 bis 1955) und an der University of California, Berkeley (1955 bis 1956). Nach seiner Promotion in London war er dann von 1957 bis 1965 als wissenschaftlicher Assistent bzw. Dozent an der London School of Economics tätig. Von 1965 bis 1971 lehrte er als Professor an der University of Sheffield. Anschließend kehrte er nach London zurück und war dort bis 1984 als Professor am Birkbeck College der University of London tätig. In der Folgezeit übersiedelte er nach Edinburgh. In Schottland wirkte er dann als Gastprofessor an der University of Glasgow.
In den 1980er und 1990er Jahren betätigte Bernard Crick sich als enger Berater der britischen Labour Party. In diesem Bereich setzte er sich vor allem für das Fach Politische Bildung in den Schulen ein. Neben seinen vielen wissenschaftlichen Veröffentlichungen, von denen einige in die deutsche Sprache übersetzt wurde. Von 1980 bis 1993 war er Redakteur der Zeitschrift "Political Quarterly". Außerdem veröffentlichte er eine Biographie über George Orwell.
Im Jahre 2002 wurde Crick von Königin Elisabeth II. zum Knight Bachelor ("Sir") geschlagen.

## Veröffentlichungen (Auswahl)
- The American science of politics. Its origins and conditions. Routledge & Kegan Paul, London 1959 (= Dissertation an der London School of Economics).
- (Hrsg.): A guide to manuscripts relating to America in Great Britain and Ireland. Oxford University Press, London 1961.
- The reform of parliament. Weidenfeld and Nicolson, London 1964.
- Eine Lanze für die Politik. Nymphenburger Verlagshandlung, München 1966 (dt. Übersetzung des Buches "In Defence of politics").
- Political theory and practice. Lane, London 1971.
- (mit Albert Henry Hanson): The commons in transition. Fontana Collins, London 1973
- Regierungskunst in der heutigen Welt (= Forschung und Information, Bd. 18). Colloquium Verlag, Berlin 1975, ISBN 3-7678-0374-7.
- Grundformen politischer Systeme. Eine historische Skizze und ein Modell. List-Verlag, München 1975, ISBN 3-471-61565-2 (dt. Übersetzung des Buches "Basic forms of government").
- (Hrsg.): Political education and political literarcy. The report and papers of, and the evidence submitted to, the Working Party of the Hansard Society's "Programme for political education". Longman, London 1978.
- Rückblick auf "Elemente und Ursprünge totaler Herrschaft". In: Adelbert Reif (Hrsg.): Hannah Arendt. Materialien zu ihrem Werk. Europaverlag, Wien u. a. 1979, S. 217–238, ISBN 3-203-50718-8.
- George Orwell. A life. Secker & Warburg, London 1980, ISBN 0-436-11450-X (dt. Übersetzung: George Orwell. Ein Leben. Insel Verlag, Frankfurt am Main 1984, ISBN 3-458-14141-3).
- Socialism. Open University Press, Milton Keynes 1987, ISBN 0-335-15388-7.
- Essays on politics and literature. Edinburgh University Press, Edinburgh 1989, ISBN 0-85224-621-8.
- Political thoughts and polemics. Edinburgh University Press, Edinburgh 1990, ISBN 0-7486-0120-1.
- (Hrsg.): National identities. The constitution of the United Kingdom. Blackwell, Oxford 1991, ISBN 0-631-18213-6.
- Crossing borders. Political essays. Continuum, London 2001, ISBN 0-8264-5474-7.
- Democracy. A very short introduction. Oxford University Press, Oxford 2002, ISBN 978-0-19-280250-7.
- Defending politics. Bernard Crick at the Political Quarterly. Hrsg. von Stephen Ball. Wiley-Blackwell, Chichester 2015, ISBN 978-1-4443-5133-0 (Aufsatzsammlung).

Festschrift
- Iain Hampsher-Monk (Hrsg.): Defending politics. Bernard Crick and pluralism. British Academy Press, London 1993, ISBN 1-85043-599-5.